# Laplace-operator
De laplace-operator, ook wel laplaciaan genoemd, is een differentiaaloperator genoemd naar de Franse wiskundige Pierre-Simon Laplace en aangeduid door het symbool  ∆. In de natuurkunde vindt de operator toepassing  bij de beschrijving van voortplanting van golven (golfvergelijking), bij warmtetransport en in de elektrostatica in de laplace-vergelijking. In de kwantummechanica stelt de laplace-operator de kinetische energie voor in de schrödingervergelijking. De functies waarvoor de laplaciaan gelijk is aan nul, worden in de wiskunde harmonische functies genoemd.
Voor een scalaire functie {\displaystyle f} op een {\displaystyle n}-dimensionale euclidische ruimte is de laplace-operator gedefinieerd door:
{\displaystyle \Delta f=\sum _{i=1}^{n}{\frac {\partial ^{2}f}{\partial x_{i}^{2}}}}
Hierin staat {\displaystyle {\frac {\partial ^{2}}{\partial x_{i}^{2}}}} voor de tweede partiële afgeleide naar de variabele {\displaystyle x_{i}}.
Als operator schrijft men daarom wel:
{\displaystyle \Delta =\sum _{i=1}^{n}{\frac {\partial ^{2}}{\partial x_{i}^{2}}}}.
Alternatief kan men schrijven:
{\displaystyle \Delta f=\operatorname {div} (\operatorname {grad} f)}
Ook kan de laplace-operator (in rechthoekige coördinaten) uitgedrukt worden in de operator nabla (∇):
{\displaystyle \Delta =\nabla ^{2}=\nabla \cdot \nabla }

## Laplaciaan in drie dimensies
In cartesische coördinaten,
{\displaystyle \Delta f={\frac {\partial ^{2}f}{\partial x^{2}}}+{\frac {\partial ^{2}f}{\partial y^{2}}}+{\frac {\partial ^{2}f}{\partial z^{2}}}}
In cilindercoördinaten:
{\displaystyle \Delta f={1 \over \rho }{\partial  \over \partial \rho }\left(\rho {\partial f \over \partial \rho }\right)+{1 \over \rho ^{2}}{\partial ^{2}f \over \partial \varphi ^{2}}+{\partial ^{2}f \over \partial z^{2}}}
In bolcoördinaten:
{\displaystyle \Delta f={1 \over r^{2}}{\partial  \over \partial r}\left(r^{2}{\partial f \over \partial r}\right)+{1 \over r^{2}\sin \theta }{\partial  \over \partial \theta }\left(\sin \theta {\partial f \over \partial \theta }\right)+{1 \over r^{2}\sin ^{2}\theta }{\partial ^{2}f \over \partial \varphi ^{2}}}

## Voorbeeld
Zij {\displaystyle f:\mathbb {R} ^{3}\to \mathbb {R} } de functie gedefinieerd door 
{\displaystyle f(x,y,z)=x^{2}+yz^{2}}
Dan geldt:
{\displaystyle \Delta f={\frac {\partial ^{2}f}{\partial x^{2}}}+{\frac {\partial ^{2}f}{\partial y^{2}}}+{\frac {\partial ^{2}f}{\partial z^{2}}}=2+0+2y=2+2y}

## Laplace-operator voor een vectorveld
Voor een vectorveld {\displaystyle A} is de laplace-operator gedefinieerd als:
{\displaystyle \Delta A=\nabla (\nabla \cdot A)-\nabla \times (\nabla \times A)=\operatorname {grad} (\operatorname {div} A)-\operatorname {rot} (\operatorname {rot} A)}
In gewone cartesische coördinaten is het het vectorveld met als componenten de laplaciaan van de componenten van {\displaystyle A,} dus:
{\displaystyle \Delta A=\Delta {\begin{bmatrix}A_{x}\\A_{y}\\A_{z}\end{bmatrix}}={\begin{bmatrix}\Delta A_{x}\\\Delta A_{y}\\\Delta A_{z}\end{bmatrix}}={\begin{bmatrix}{\frac {\partial ^{2}A_{x}}{\partial x^{2}}}+{\frac {\partial ^{2}A_{x}}{\partial y^{2}}}+{\frac {\partial ^{2}A_{x}}{\partial z^{2}}}\\{\frac {\partial ^{2}A_{y}}{\partial x^{2}}}+{\frac {\partial ^{2}A_{y}}{\partial y^{2}}}+{\frac {\partial ^{2}A_{y}}{\partial z^{2}}}\\{\frac {\partial ^{2}A_{z}}{\partial x^{2}}}+{\frac {\partial ^{2}A_{z}}{\partial y^{2}}}+{\frac {\partial ^{2}A_{z}}{\partial z^{2}}}\end{bmatrix}}}

## Unicode
De laplace-operator is opgenomen in Unicode als U+2206.